# Єне Карой
Єне Карой (угор. Károly Jenő, 15 січня 1886, Будапешт — 28 липня 1926, Турин) — угорський футболіст, що грав на позиції нападника, а пізніше — півзахисника. По завершенні ігрової кар'єри — тренер. Перший тренер в історії клубу «Ювентус».
Виступав за клуби МТК (Будапешт), а також національну збірну Угорщини. Триразовий чемпіон Угорщини як гравець і чемпіон Італії як тренер.

## Клубна кар'єра
У дорослому футболі дебютував 1903 року виступами за команду клубу МТК (Будапешт), в якій провів сім сезонів, взявши участь у 106 матчах чемпіонату. У складі МТК був одним з головних бомбардирів команди, маючи середню результативність на рівні 0,9 голу за гру першості. З командою двічі ставав чемпіоном Угорщини у 1904 і 1908 роках. Також двічі здобував звання найкращого бомбардиру чемпіонату у 1903 і 1905 роках, а у 1909 році був визнаний найкращим футболістом року в Угорщині.
Продовжив професійну ігрову кар'єру у клубі БАК, за команду якого виступав протягом 1910—1919 років. У новій команді згодом перейшов з лінії нападу у півзахист. У 1913 році з командою став фіналістом кубка Угорщини.

## Виступи за збірну
1903 року дебютував в офіційних матчах у складі національної збірної Угорщини у грі зі збірною Богемії. Протягом кар'єри у національній команді, яка тривала 16 років, провів у формі головної команди країни 25 матчів, забивши 10 голів. У 1906 році вперше був капітаном збірної, а загалом функцію капітана збірної виконував у 15 матчах..
У квітні 1908 року став автором хет-трику у грі зі збірною Богемії, що завершилась перемогою угорців з рахунком 5:2. Всі голи Карой забив у останні 15 хвилин матчу, вперше відзначившись за рахунку 2:2.
У складі збірної був учасником футбольного турніру на Олімпійських іграх 1912 року у Стокгольмі. Виступав на позиції півзахисника і був капітаном своєї команди. Угорці поступились у чвертьфіналі з рахунком 0:7 майбутнім переможцям турніру збірній Великої Британії.
У 1903 і 1905 роках зіграв два матчі і забив 1 гол у складі збірної Будапешту.

## Кар'єра тренера
Розпочав тренерську кар'єру 1920 року, очоливши тренерський штаб клубу «Савона».
У 1923 році став першим офіційним тренером італійського клубу «Ювентус», отримавши у клубі зарплатню у 2,5 тисячі лір, а також преміальні у 10 тисяч лір у разі перемоги в чемпіонаті. В першому сезоні команда виступила не надто вдало — лише шосте місце у Північній лізі. Незабаром у клубі з'явились нові гравці, зокрема, зі складу «Про Верчеллі» прийшов майбутній багаторічний капітан команди Вірджиніо Розетта, якого Карой перевів з лінії нападу у захист. Іншими важливими новачками стали співвітчизники тренера півзахисник Йожеф Віола і нападник Ференц Хірзер, що одразу стали ключовими гравцями команди. На третій рік роботи Кароя у клубі, «Ювентусу» вдалося здобути звання чемпіона Італії. До перемоги Карой трохи не дожив. Незадовго до вирішального третього матчу з клубом «Болонья» за звання чемпіона Півночі 28 липня 1926 року Єне Карой помер на 41-му році життя від інфаркту. 1 серпня команда здобула перемогу над «Болонією» з рахунком 2:1, а у середині серпня двічі впевнено переграла чемпіона Півдня клуб «Альба Рома» (7:1, 5:0) і здобула звання чемпіона Італії. Загалом у ролі тренера «Ювентуса» Єне Карой працював у 70 матчах чемпіонату, у сорока з яких команда здобувала перемоги.

## Титули і досягнення

### Як гравця
- Чемпіон Угорщини (2):

МТК (Будапешт): 1904, 1908
- Найкращий бомбардир чемпіонату Угорщини (2):

МТК (Будапешт): 1903, 1905
- Футболіст року в Угорщині: 1909

### Як тренера
- Чемпіон Італії (1):

«Ювентус»: 1925–1926